# Confederación de Sindicatos Unitarios de Trabajadores
Confederación de Sindicatos Unitarios de Trabajadores (CSUT) fue un sindicato español de ideología maoísta.

## Historia
La CSUT fue fundada tras la asamblea clandestina de Comisiones Obreras (CCOO) de julio de 1976 en Barcelona en la que se promueve, por los elementos más próximos al Partido Comunista de España (PCE), solicitar la legalización de dicho sindicato a las autoridades. Hasta entonces CCOO había sido un movimiento sindical poco cohesionado y heterogéneo que agrupaba casi toda la oposición sindical al franquismo. De este modo la facción de Comisiones Obreras próxima al Partido del Trabajo de España (PTE) decide no aceptar la hegemonía del PCE en el nuevo sindicato y escindirse. Lo mismo sucedería con el Sindicato Unitario, próximo a la Organización Revolucionaria de Trabajadores (ORT).
Su secretario general fue Jerónimo Lorente, funcionario de correos.
En las elecciones sindicales de 1978 no llegó a superar el 3% de representación global si bien en algún sector su influencia era importante como en el Sindicato de Obreros del Campo, precursor actual del Sindicato Andaluz de Trabajadores (SAT) y en Correos y Telégrafos . Sin embargo, en las de 1980 sus resultados fueron desastrosos. Tras la práctica disolución del sindicato en su segundo congreso en 1981, algunos de sus miembros pasaron a la CGT.